# Wendy Simms (cyclisme)
Pour les articles homonymes, voir Simms.
Wendy Simms, née le 22 mai 1972, est une coureuse cycliste canadienne spécialiste de cyclo-cross.

## Palmarès en cyclo-cross
- 2003-2004
  -  Championne du Canada de cyclo-cross
- 2004-2005
  -  Championne du Canada de cyclo-cross
- 2005-2006
  - San Francisco
  - 2e du championnat du Canada de cyclo-cross
- 2006-2007
  - Redmond
  - 2e du championnat du Canada de cyclo-cross
- 2007-2008
  -  Championne du Canada de cyclo-cross
  - Edmonton
  - Aurora
  - Etobicoke
  - 7e du championnat du monde de cyclo-cross
- 2008-2009
  -  Championne du Canada de cyclo-cross
  - Lakewood
  - Edmonton
- 2010-2011
  -  Championne du Canada de cyclo-cross
- 2012-2013
  - 2e du championnat du Canada de cyclo-cross
- 2013-2014
  - 3e du championnat du Canada de cyclo-cross

## Palmarès en VTT
- 2008
  - 3e du championnat du Canada de cross-country